# Oceanus
Oceanus (Okeanos) este zeul și personificarea marilor ape care înconjurau - în concepția celor vechi - lumea locuită, iar mai târziu personificarea Oceanului Atlantic, socotit hotarul vestic al lumii vechi.

## Mitologie

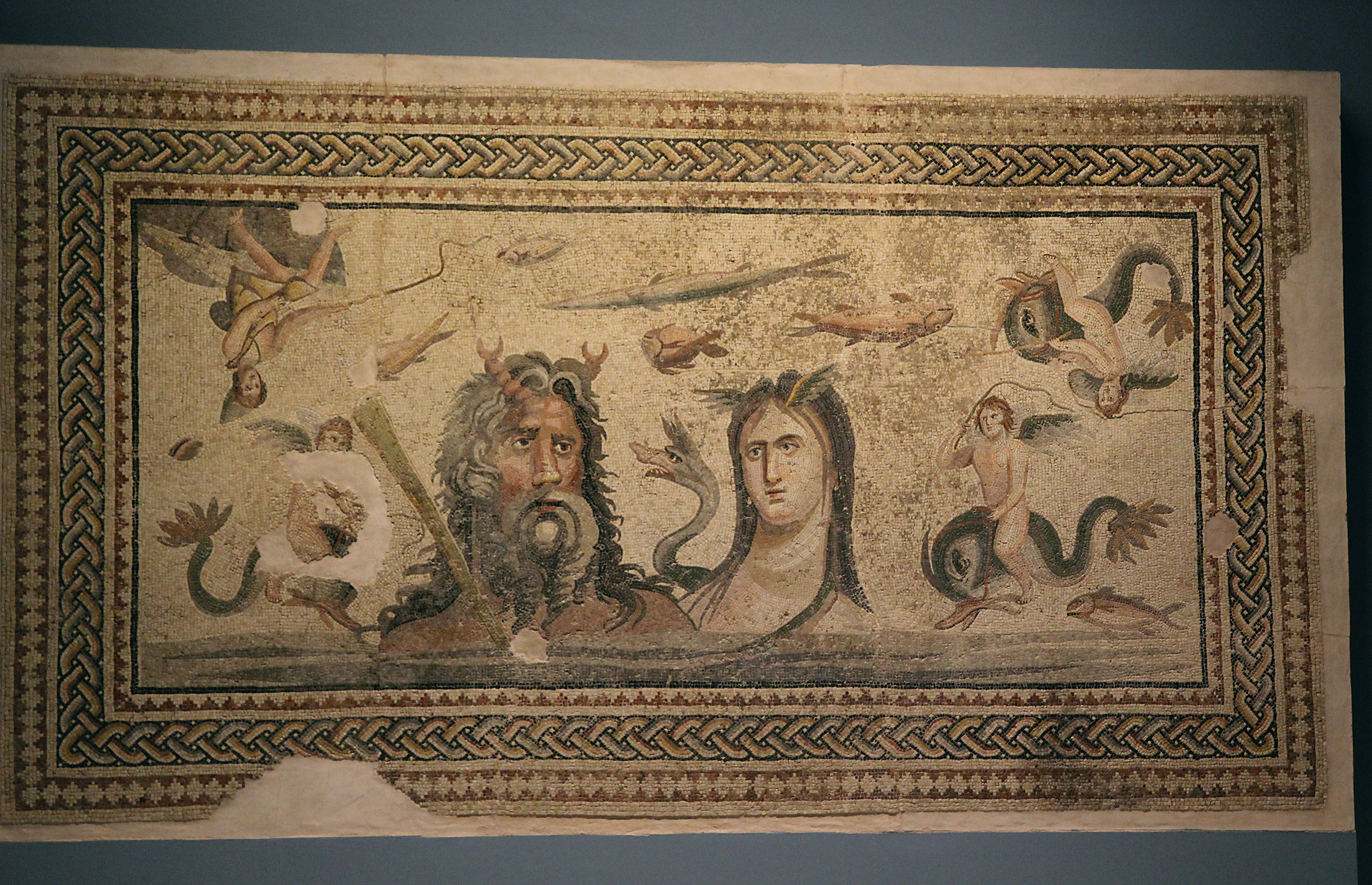
Oceanus și Tethys.Muzeul Mozaic Zeugma, orașul Gaziantep.

Oceanus era cel mai mare dintre titani, fiul lui Uranus și al Gaiei. Din unirea lui cu sora sa Tethys s-au născut oceanidele. El era socotit deopotrivă tatăl tuturor apelor curgătoare - peste trei mii la număr - al marilor fluvii, al râurilor și al izvoarelor.
În Teogonia, titanii Ocean și Thetys, sunt părinții apelor curgătoare Nil, Alfeu, Eridan, Struma, Meandru și Istru (Dunărea).